# Àlgebra geomètrica
En matemàtiques, àlgebra geomètrica és un terme aplicat a la teoria de les àlgebres de Clifford i teories relacionades, seguint un llibre del mateix títol d'Emil Artin. Aquest terme també ha tingut recent ús en els tractaments de la mateixa àrea en la literatura de física.
Els nombres reals s'utilitzen com escalars en un espai vectorial V. En endavant, un vector és una cosa en V mateix. El producte extern (producte exterior, o producte falca) ∧ es defineix de manera tal que es generi l'àlgebra graduada (àlgebra exterior de Hermann Grassmann) de Λn Vn de multivectors. L'àlgebra geomètrica és l'àlgebra generada pel producte geomètric (el qual és pensat com a fonamental) amb (per a tots els multivectors A, B, C): associativitat, distributivitat sobre l'addició de multivectores (A(B + C) = A B + A C y {A + B)C = A C + B C), i la contracció per a qualsevol «vector» (un element de grau un) a, a² és un escalar (nombre real). Anomenem aquesta àlgebra un àlgebra geomètrica {\displaystyle {\mathcal {G}}_{n}}.
El punt distintiu d'aquesta formulació és la correspondència natural entre les entitats geomètriques i els elements de l'àlgebra associativa. La connexió entre les àlgebra de Clifford i les formes quadràtiques venen de la propietat de contracció. Aquesta regla també té espai una mètrica definida pel naturalment derivat producte intern. Ha de ser observat que en àlgebra geomètrica en tota la seva generalitat no hi ha restricció cap en el valor de l'escalar; pot succeir que sigui negativa, fins i tot zero (en aquest cas, la possibilitat d'un producte intern està eliminada si cal {\displaystyle \langle x,x\rangle \geq 0}).
El producte escalar usual i el producte creuat tradicional de l'àlgebra vectorial (a {\displaystyle \mathbb {R} ^{3}}) troben els seus llocs en l'àlgebra geomètrica {\displaystyle {\mathcal {G}}_{3}} com el producte intern:
{\displaystyle \mathbf {a} \cdot \mathbf {b} ={\frac {1}{2}}(\mathbf {a} \mathbf {b} +\mathbf {b} \mathbf {a} )} (que és simètric) 
I el producte extern:
{\displaystyle \mathbf {a} \wedge \mathbf {b} ={\frac {1}{2}}(\mathbf {a} \mathbf {b} -\mathbf {b} \mathbf {a} )} con:
{\displaystyle \mathbf {a} \times \mathbf {b} =-i(\mathbf {a} \wedge \mathbf {b} )} (que és antisimètric).
És rellevant la distinció entre els vectors axials i polars en l'àlgebra vectorial, que és natural en àlgebra geomètrica com la mera distinció entre els vectors i els bivectors (elements de grau dos); i aquí és la unitat pseudoescalar del 3-espai euclidià, el que estableix una dualitat entre els vectors i els bivectors, i se l'anomena així a causa de la propietat prevista i² = -1..
Un exemple útil és {\displaystyle \mathbb {R} _{3,1}}, i genera {\displaystyle {\mathcal {G}}_{3,1}}, un cas de l'àlgebra geomètrica anomenada àlgebra de l'espaitemps per Hestenes. El tensor del camp electromagnètic, en aquest context, es converteix en simplement un bivector {\displaystyle \mathbf {E} +i\mathbf {B} }, on la unitat imaginària és l'element de volum, donant un exemple de la reinterpretació geomètrica dels "trucs tradicionals".
Els boosts, en aquesta mètrica de Lorentz, tenen la mateixa expressió {\displaystyle e^{\mathbf {\beta } }} que la rotació en l'espai euclidià, on {\displaystyle \mathbf {\beta } } és, per descomptat, el bivector generat pel temps i les direccions de l'espai implicades; mentre, que en el cas euclidià, és el bivector generat per les dues direccions de l'espai, consolidant la "analogia" gairebé fins a la identitat.